# William Hoyle
William Henry Hoyle foi presidente da Assembléia Legislativa de Ontário entre os anos 1912-1914 e atuou como conservador da ALM para Norte Ontário, 1898-1918.